# JMicron
JMicron Technology Corporation(제이마이크론)은 중화민국의 반도체 기업으로 주로 SATA 관련 컨트롤러를 제조, 판매하고 있다. JMicron의 칩은 에이수스, 기가바이트, MSI 등 다수의 PC 메인보드 제조업체에서 사용하고 있다. 하지만 최근 MSI의 새로운 제품들은 마벨 컨트롤러를 사용하는 추세이다.

## SSD 컨트롤러
JMicron의 JMF601, JMF602 SATA 플래시 컨트롤러는 쓰기 지연으로 인해 성능이 떨어지는 문제가 보고되고 있는데 그 원인은 컨트롤러에 내장된 캐시 크기가 너무 작기 때문이다. 몇몇 제조 업체에서는 컨트롤러를 2개 사용하고 캐시 메모리를 추가해 이 문제를 해결하고자 하였으나 제조 비용이 증가할 뿐만 아니라 여전히 성능 향상에도 실패하였다. 2008년 6월, JMicron은 이러한 문제를 해결하기 위해 캐시를 2배 늘려 쓰기 지연을 줄인 JMF602B 컨트롤러를 출시하였다. 하지만 아난드텍(Anandtech)의 테스트 결과 웨스턴 디지털의 벨로시랩터 300GB 하드디스크에 비해 4KB 랜덤 쓰기 지연 시간은 74배 더 걸리며 쓰기 속도는 2%에 불과한 것으로 밝혀졌다.
JMicron의 SSD 컨트롤러는 에이수스 Eee PC, 커세어, OCZ, 트랜센드 등 많은 SSD 제조사에서 채용하고 있다. JMicron은 이들 제조 회사에 SSD 컨트롤러를 처음 납품한 회사로 MLC SSD 가격을 낮추는 데 공헌하였다. JMicron은 2009년 3/4분기에 DRAM 캐시를 사용하는 새로운 SSD 컨트롤러 JMF612를 출시하였다.

## 리눅스 호환성
JMicron SATA/IDE 컨트롤러는 몇몇 부트 로더와 호환성이 떨어진다. 특히, 우분투 리눅스에서 GRUB을 사용할 경우 시동할 수 없는 경우가 있다.(2006년 8월, 2.6.17 커널 기준) 리눅스 2.6.18 커널과 JMicron 컨트롤러 1.06.53 바이오스에서 이 호환성 문제가 해결되었지만 메인보드 바이오스를 업그레이드해야 한다는 단점이 있다. 윈도우 부트 로더나 EXTLINUX 같은 다른 부트 로더에서는 제대로 작동한다.

## 대표적인 제품
- PATA-SATA 변환 브리지
- USB-ATA 브리지
- 1394+USB-SATA 브리지
- PCI-Express-ATA 브리지
- PCI Express-1394 브리지
- RAID용 SATA 포트 멀티플라이어/셀렉터
- PCI Express-이더넷 브리지
- USB+SATA 플래시 컨트롤러

## 같이 보기
- 대만의 기업 목록